# Necrony
Necrony war eine schwedische Deathgrind-Band aus Örebro, die im Jahr 1990 unter dem Namen Necrotony gegründet wurde und sich 1996 auflöste.

## Geschichte
Die Band wurde im Sommer 1990 unter dem Namen Necrotony gegründet und bestand aus dem Gitarristen, Bassisten und Sänger Anders Jakobson und dem Sänger und Schlagzeuger Rickard Alriksson. Nach einer kurzen Zeit unter einem anderen Namen, benannte sich die Band in Necrony um. Im Jahr 1991 folgte das erste Demo Severe Malignant Pustule. Auf dem Demo war Dan Wall als Gitarrist zu hören. Im selben Jahr erschien zudem die limitierte gelbe Vinyl-Single Mucu-Purulent Miscarriage. 1993 folgte das Debütalbum Pathological Performances. Als Gastmusiker waren darauf Dan Swanö (Edge of Sanity) und Johan Liiva (Carnage) vertreten. Auf der 1994er EP Necronycism: Distorting the Originals, auf der die Band Künstler wie Carcass, Napalm Death, Carnage, Repulsion, Bolt Thrower und Impetigo coverte, war erneut Dan Swanö als Gastmusiker zu hören. Im selben Jahr erschien das Demo Promo - Tape 93-94, worauf die Band neben Jakobson und Alriksson aus dem Bassisten Daniel Andersson bestand. Im Jahr 2005 erschien die Kompilation Poserslaughter Classics Remasters, die jedoch nicht von der Band lizenziert worden war. Im Jahr 1996 löste sich die Band auf, sodass sich Jakobson und Alriksson ihrem bisherigen Nebenprojekt Nasum widmen konnten.

## Stil
Die Band spielte auf ihrem Album Pathological Performances eine Mischung aus Grindcore und Death Metal, wobei die Lieder stark durch Carcass beeinflusst wurden. Der gutturale Gesang ist extrem tief. In den Liedern wurden gelegentlich genrefremde Instrumente, wie etwa eine Querflöte verwendet.

## Diskografie
- 1991: Severe Malignant Pustule (Demo, Eigenveröffentlichung)
- 1991: Mucu-Purulent Miscarriage (Single, Poserslaughter Records)
- 1993: Pathological Performances (Album, Poserslaughter Records)
- 1994: Promo Tape '93-'94 (Demo, Eigenveröffentlichung)
- 1994: Necronycism: Distorting the Originals (EP, Poserslaughter Records)
- 2005: Poserslaughter Classics Remasters (Kompilation, Poserslaughter Records)